# Вступление и членство в ВТО

Мировая карта членства в ВТО и прогресса по достижению членства:
Принят проект отчета Рабочей группы или фактологического резюме
Заключён ряд соглашений о товарах и/или услугах
Продолжаются заседания рабочей группы
Подписан меморандум о режиме внешней торговли
Созданы рабочие группы

В ВТО входят 166 членов, в том числе: 162 международно признанных государства-члена ООН, частично признанная Китайская Республика, 2 зависимые территории (Гонконг и Макао) и Европейский союз. Страны, не являющиеся членами ООН, выделены курсивом.

## Список стран-членов ВТО
| #   | Страна                                                 | год принятия |
| --- | ------------------------------------------------------ | ------------ |
| 1   | Австралия                                              | 01.01.1995   |
| 2   | Австрия                                                | 01.01.1995   |
| 3   | Антигуа и Барбуда                                      | 01.01.1995   |
| 4   | Аргентина                                              | 01.01.1995   |
| 5   | Бангладеш                                              | 01.01.1995   |
| 6   | Барбадос                                               | 01.01.1995   |
| 7   | Бахрейн                                                | 01.01.1995   |
| 8   | Белиз                                                  | 01.01.1995   |
| 9   | Бельгия                                                | 01.01.1995   |
| 10  | Бразилия                                               | 01.01.1995   |
| 11  | Бруней                                                 | 01.01.1995   |
| 12  | Великобритания                                         | 01.01.1995   |
| 13  | Венгрия                                                | 01.01.1995   |
| 14  | Венесуэла                                              | 01.01.1995   |
| 15  | Габон                                                  | 01.01.1995   |
| 16  | Гайана                                                 | 01.01.1995   |
| 17  | Гана                                                   | 01.01.1995   |
| 18  | Германия                                               | 01.01.1995   |
| 19  | Гондурас                                               | 01.01.1995   |
| 20  | Гонконг (зависимая территория Китая)                   | 01.01.1995   |
| 21  | Греция                                                 | 01.01.1995   |
| 22  | Дания                                                  | 01.01.1995   |
| 23  | Доминика                                               | 01.01.1995   |
| 24  | Европейский союз (международная организация)           | 01.01.1995   |
| 25  | Замбия                                                 | 01.01.1995   |
| 26  | Индия                                                  | 01.01.1995   |
| 27  | Индонезия                                              | 01.01.1995   |
| 28  | Ирландия                                               | 01.01.1995   |
| 29  | Исландия                                               | 01.01.1995   |
| 30  | Испания                                                | 01.01.1995   |
| 31  | Италия                                                 | 01.01.1995   |
| 32  | Канада                                                 | 01.01.1995   |
| 33  | Кения                                                  | 01.01.1995   |
| 34  | Коста-Рика                                             | 01.01.1995   |
| 35  | Кот-д’Ивуар                                            | 01.01.1995   |
| 36  | Кувейт                                                 | 01.01.1995   |
| 37  | Люксембург                                             | 01.01.1995   |
| 38  | Маврикий                                               | 01.01.1995   |
| 39  | Макао (зависимая территория Китая)                     | 01.01.1995   |
| 40  | Малайзия                                               | 01.01.1995   |
| 41  | Мальта                                                 | 01.01.1995   |
| 42  | Марокко                                                | 01.01.1995   |
| 43  | Мексика                                                | 01.01.1995   |
| 44  | Мьянма                                                 | 01.01.1995   |
| 45  | Намибия                                                | 01.01.1995   |
| 46  | Нигерия                                                | 01.01.1995   |
| 47  | Нидерланды                                             | 01.01.1995   |
| 48  | Новая Зеландия                                         | 01.01.1995   |
| 49  | Норвегия                                               | 01.01.1995   |
| 50  | Пакистан                                               | 01.01.1995   |
| 51  | Парагвай                                               | 01.01.1995   |
| 52  | Перу                                                   | 01.01.1995   |
| 53  | Португалия                                             | 01.01.1995   |
| 54  | Румыния                                                | 01.01.1995   |
| 55  | Эсватини                                               | 01.01.1995   |
| 56  | Сенегал                                                | 01.01.1995   |
| 57  | Сент-Винсент и Гренадины                               | 01.01.1995   |
| 58  | Сент-Люсия                                             | 01.01.1995   |
| 59  | Сингапур                                               | 01.01.1995   |
| 60  | Словакия                                               | 01.01.1995   |
| 61  | Суринам                                                | 01.01.1995   |
| 62  | США                                                    | 01.01.1995   |
| 63  | Таиланд                                                | 01.01.1995   |
| 64  | Танзания                                               | 01.01.1995   |
| 65  | Уганда                                                 | 01.01.1995   |
| 66  | Уругвай                                                | 01.01.1995   |
| 67  | Филиппины                                              | 01.01.1995   |
| 68  | Финляндия                                              | 01.01.1995   |
| 69  | Франция                                                | 01.01.1995   |
| 70  | Чехия                                                  | 01.01.1995   |
| 71  | Чили                                                   | 01.01.1995   |
| 72  | Швеция                                                 | 01.01.1995   |
| 73  | Шри-Ланка                                              | 01.01.1995   |
| 74  | ЮАР                                                    | 01.01.1995   |
| 75  | Республика Корея                                       | 01.01.1995   |
| 76  | Япония                                                 | 01.01.1995   |
| 77  | Тринидад и Тобаго                                      | 01.03.1995   |
| 78  | Зимбабве                                               | 05.03.1995   |
| 79  | Доминиканская Республика                               | 09.03.1995   |
| 80  | Ямайка                                                 | 09.03.1995   |
| 81  | Турция                                                 | 26.03.1995   |
| 82  | Тунис                                                  | 29.03.1995   |
| 83  | Куба                                                   | 20.04.1995   |
| 84  | Израиль                                                | 21.04.1995   |
| 85  | Колумбия                                               | 30.04.1995   |
| 86  | Сальвадор                                              | 07.05.1995   |
| 87  | Ботсвана                                               | 31.05.1995   |
| 88  | Гвинея-Бисау                                           | 31.05.1995   |
| 89  | Джибути                                                | 31.05.1995   |
| 90  | Лесото                                                 | 31.05.1995   |
| 91  | Мавритания                                             | 31.05.1995   |
| 92  | Малави                                                 | 31.05.1995   |
| 93  | Мали                                                   | 31.05.1995   |
| 94  | Мальдивы                                               | 31.05.1995   |
| 95  | Того                                                   | 31.05.1995   |
| 96  | ЦАР                                                    | 31.05.1995   |
| 97  | Буркина-Фасо                                           | 03.06.1995   |
| 98  | Египет                                                 | 30.06.1995   |
| 99  | Польша                                                 | 01.07.1995   |
| 100 | Швейцария                                              | 01.07.1995   |
| 101 | Гватемала                                              | 21.07.1995   |
| 102 | Бурунди                                                | 23.07.1995   |
| 103 | Сьерра-Леоне                                           | 23.07.1995   |
| 104 | Кипр                                                   | 30.07.1995   |
| 105 | Словения                                               | 30.07.1995   |
| 106 | Мозамбик                                               | 26.08.1995   |
| 107 | Лихтенштейн                                            | 01.09.1995   |
| 108 | Никарагуа                                              | 03.09.1995   |
| 109 | Боливия                                                | 12.09.1995   |
| 110 | Гвинея                                                 | 25.10.1995   |
| 111 | Мадагаскар                                             | 17.11.1995   |
| 112 | Камерун                                                | 13.12.1995   |
| 113 | Катар                                                  | 13.01.1996   |
| 114 | Фиджи                                                  | 14.01.1996   |
| 115 | Эквадор                                                | 21.01.1996   |
| 116 | Гаити                                                  | 30.01.1996   |
| 117 | Сент-Китс и Невис                                      | 21.02.1996   |
| 118 | Бенин                                                  | 22.02.1996   |
| 119 | Гренада                                                | 22.02.1996   |
| 120 | ОАЭ                                                    | 10.04.1996   |
| 121 | Руанда                                                 | 22.05.1996   |
| 122 | Папуа — Новая Гвинея                                   | 09.06.1996   |
| 123 | Соломоновы Острова                                     | 26.07.1996   |
| 124 | Чад                                                    | 19.10.1996   |
| 125 | Гамбия                                                 | 23.10.1996   |
| 126 | Ангола                                                 | 23.11.1996   |
| 127 | Болгария                                               | 01.12.1996   |
| 128 | Нигер                                                  | 13.12.1996   |
| 129 | Демократическая Республика Конго                       | 01.01.1997   |
| 130 | Монголия                                               | 29.01.1997   |
| 131 | Республика Конго                                       | 07.03.1997   |
| 132 | Панама                                                 | 06.09.1997   |
| 133 | Кыргызстан                                             | 20.12.1998   |
| 134 | Латвия                                                 | 10.02.1999   |
| 135 | Эстония                                                | 13.11.1999   |
| 136 | Иордания                                               | 11.04.2000   |
| 137 | Грузия                                                 | 14.06.2000   |
| 138 | Албания                                                | 08.09.2000   |
| 139 | Оман                                                   | 09.11.2000   |
| 140 | Хорватия                                               | 30.11.2000   |
| 141 | Литва                                                  | 31.05.2001   |
| 142 | Молдова                                                | 26.07.2001   |
| 143 | Китай                                                  | 11.12.2001   |
| 144 | Китайская Республика (частично признанное государство) | 01.01.2002   |
| 145 | Армения                                                | 05.02.2003   |
| 146 | Северная Македония                                     | 04.04.2003   |
| 147 | Непал                                                  | 23.04.2004   |
| 148 | Камбоджа                                               | 13.10.2004   |
| 149 | Саудовская Аравия                                      | 11.12.2005   |
| 150 | Вьетнам                                                | 11.01.2007   |
| 151 | Тонга                                                  | 27.07.2007   |
| 152 | Украина                                                | 16.05.2008   |
| 153 | Кабо-Верде                                             | 23.07.2008   |
| 154 | Черногория                                             | 29.04.2012   |
| 155 | Самоа                                                  | 10.05.2012   |
| 156 | Россия                                                 | 22.08.2012   |
| 157 | Вануату                                                | 24.08.2012   |
| 158 | Лаос                                                   | 02.02.2013   |
| 159 | Таджикистан                                            | 02.03.2013   |
| 160 | Йемен                                                  | 04.12.2013   |
| 161 | Сейшельские Острова                                    | 26.04.2015   |
| 162 | Казахстан                                              | 30.11.2015   |
| 163 | Либерия                                                | 14.07.2016   |
| 164 | Афганистан                                             | 29.07.2016   |
| 165 | Восточный Тимор                                        | 26.02.2024   |
| 166 | Коморы                                                 | 26.02.2024   |

## Список стран-наблюдателей ВТО
Наблюдателями при ВТО являются:
| Страна                                     | Дата запроса членства в ВТО | Статус                                                           |
| ------------------------------------------ | --------------------------- | ---------------------------------------------------------------- |
| Азербайджан                                | 30 июня 1997                | Идут переговоры                                                  |
| Алжир                                      | 3 июня 1987                 | Переговоры неактивны с 2014 года                                 |
| Андорра                                    | 4 июля 1997                 | Переговоры неактивны с 1999 года                                 |
| Багамские Острова                          | 10 мая 2001                 | Переговоры неактивны с 2019 года                                 |
| Беларусь                                   | 23 сентября 1993            | Переговоры неактивны с 2022 года и остановлены по инициативе ВТО |
| Босния и Герцеговина                       | 11 мая 1999                 | Идут переговоры                                                  |
| Бутан                                      | 1 сентября 1999             | Переговоры неактивны с 2008 года                                 |
| Ватикан                                    | Нет                         | Наблюдатель с 1997 года                                          |
| Ирак                                       | 30 сентября 2004            | Повторная активация                                              |
| Иран                                       | 19 июля 1996                | Переговоры неактивны с 2011 года                                 |
| Кюрасао (зависимая территория Нидерландов) | 31 октября 2019             | Активация                                                        |
| Ливан                                      | 30 января 1999              | Повторная активация                                              |
| Ливия                                      | 10 июня 2004                | Переговоры неактивны с 2004 года                                 |
| Сан-Томе и Принсипи                        | 14 января 2005              | Переговоры неактивны с 2005 года                                 |
| Сербия                                     | 23 декабря 2004             | Переговоры неактивны с 2013 года                                 |
| Сирия                                      | 10 октября 2001             | Переговоры неактивны с 2010 года                                 |
| Сомали                                     | 12 декабря 2015             | Активация                                                        |
| Судан                                      | 11 октября 1994             | Идут переговоры                                                  |
| Туркменистан                               | 24 ноября 2021              | Активация                                                        |
| Узбекистан                                 | 8 декабря 1994              | Идут переговоры                                                  |
| Экваториальная Гвинея                      | 19 февраля 2007             | Активация                                                        |
| Эфиопия                                    | 13 января 2003              | Идут переговоры                                                  |
| Южный Судан                                | 5 декабря 2017              | Переговоры неактивны с 2019 года                                 |

## Страны и территории, не являющиеся ни членами, ни наблюдателями при ВТО
- Республика Абхазия
- Ангилья
- Аруба
- Виргинские Острова (Великобритания)
- Джерси
- Гибралтар
- Гернси
- Гренландия
- Острова Кайман
- Кирибати
- КНДР
- Косово
- Острова Кука
- Маршалловы Острова
- Монако
- Монтсеррат
- Науру
- Ниуэ
- Палау
- Палестина
- Приднестровье
- САДР
- Сан-Марино
- Острова Святой Елены, Вознесения и Тристан-да-Кунья
- Северный Кипр
- Синт-Мартен
- Сомалиленд
- Теркс и Кайкос
- Токелау
- Тувалу
- Федеративные Штаты Микронезии
- Фолклендские острова
- Эритрея
- Южная Осетия

## Постсоветские страны и ВТО
Среди постсоветских стран первая членом ВТО стала Киргизская Республика, которая стала 77-м членом этой организации (соглашение о присоединении к ВТО было подписано 20 декабря 1998 года).
Латвия входит в организацию с 10 февраля 1999 года.
13 ноября 1999 года Эстония становится 135-м членом ВТО.
С 14 июня 2000 года членом ВТО является Грузия.
31 мая 2001 года Литва стала 141-м членом организации.
Молдавия стала 142-м членом ВТО 26 июля 2001 года.
5 февраля 2003 года Армения стала 145-м членом ВТО.
Украина 16 мая 2008 года стала 152-м членом ВТО.
Таджикистан стал членом ВТО 2 марта 2013 года.
Казахстан завершил переговоры об условиях членства в ВТО и стал 162-м членом ВТО 30 ноября 2015 года.
Высказывается мнение, что постсоветские страны, такие, как Украина и Киргизия, сильно проиграли от своего вступления во Всемирную торговую организацию. В частности, за почти 10 лет нахождения Киргизии в организации в этой стране почти полностью исчезло промышленное производство. Сельское хозяйство значительно сократило своё производство. В частности, земледелие сократилось в 35 раз, животноводство в 30 раз. Вместе с тем увеличился уровень торговли, но преимущественно импортными товарами. Что показывает ВВП Киргизии — он на 98 % состоит из продажи импортных товаров.
По мнению эксперта,

Согласно модели анализа внешнеторгового оборота Украины с помощью регрессионной гравитационной модели внешней торговли, участие Украины в ВТО негативно отразилось на украинской торговле.

По мнению некоторых специалистов, Украина за три года членства в ВТО больше потеряла, нежели приобрела, и это должно послужить основанием для переговоров об изменении условий членства Украины во Всемирной торговой организации. Так, с 1 января 2011 года Украина в рамках обязательств перед ВТО обнулила импортные сборы на алкогольную продукцию, и в результате производство виноградных вин на Украине за 6 месяцев текущего года сократилось на 41,3 %. «А если взять свиноводство, то после вступления в ВТО импорт свинины вырос в 2,9 раз, а доля импорта составляет почти 40 %». Как члену ВТО Украине запрещено дотировать экспорт сельскохозяйственной продукции. В сентябре 2012 года Украина предупредила ВТО о намерении увеличить ввозные таможенные пошлины на 350 видов товаров.
Схожие оценки высказываются и в отношении участия Латвии в ВТО:

Мы не можем вернуться к тому уровню промышленного производства, которое было у нас в стране в начале 90-х. Удельный вес промышленности тогда занимал около 40 %, а объём ВВП был таким же, как сейчас. Сейчас удельный вес промышленности составляет только 14 %. Это результат нашего вступления в ВТО… Смысл вступления Латвии заключался в поднятии своей промышленности до должного уровня, а затем вхождение в ВТО полноценным членом. Мы этого не сделали, наше руководство к этому не было готово. Мы только проиграли, все наши крупные предприятия — «Альфа», ВЭФ и другие — были закрыты.

Иначе оцениваются результаты вступления в ВТО Молдавии:

В первые годы после присоединения к ВТО ухудшилось положение в сельском хозяйстве: темпы роста отрасли замедлились, а в 2003 году объём производства даже сократился на 14 %, но с 2004 года ситуация в отрасли стабилизировалась — рост составил 21 %, а в 2005 году — 1 %. Приток прямых иностранных инвестиций в экономику замедлился — как известно, одновременное открытие внутреннего рынка для зарубежных товаров и инвестиций, как правило, приводит к наплыву именно первых, но никак не вторых. Вступая в ВТО, молдавское руководство прежде всего планировало получить более широкий доступ на мировые рынки продукции агропромышленного комплекса, в частности главного продукта — алкоголя.
В значительной мере эти расчёты оправдались. Экспорт республики вырос более чем в два раза, причём особенно заметно увеличился экспорт в страны за пределами СНГ. Значительную часть импорта составила готовая продукция пищевой отрасли.

За рамками ВТО остаются четыре постсоветские республики: Азербайджан, Белоруссия, Туркменистан и Узбекистан.
27 июля 2015 года президент Республики Казахстан Нурсултан Абишевич Назарбаев подписал протокол по присоединению Казахстана к ВТО.
Переговоры о присоединении Республики Казахстан к Всемирной торговой организации велись 19 лет, с 29 января 1996 года по 10 июня 2015 года.
Переговоры о присоединении России к Всемирной торговой организации велись 18 лет, с 1993 года по 2011 год. Россия стала членом ВТО 22 августа 2012 года.
Из постсоветских стран наблюдателями при ВТО (то есть не членами) остаются Азербайджан, Белоруссия, Узбекистан и Туркменистан. Туркменистан выступил с инициативой о вступлении в ВТО, 22 июля 2020 Туркменистану выделили статус наблюдателя в ВТО, и 24 ноября 2021 он официально стал наблюдателем.. С 2022 года остановлены переговоры о вступлении в организацию Белоруссии. Узбекистан и Азербайджан продолжают переговоры, идущие с 90-х годов 20-го века.

## Членство России в ВТО
22 августа 2012 г. Россия стала полноправным членом Всемирной торговой организации (ВТО).
Основными целями вступления России в ВТО являются:
- получение лучших условий для доступа отечественных товаров на зарубежные рынки;
- возможность разрешения торговых споров с помощью международных механизмов;
- привлечение инвестиций извне, в результате создания благоприятного климата для них и приведения законодательства в соответствии с нормами ВТО;
- увеличение возможностей доступа отечественных инвесторов на международной арене, в частности в банковской сфере;
- формирование благоприятных условий для улучшения качества и конкурентоспособности российских товаров и услуг в результате роста импорта;
- участие в формировании международных правил торговли с учётом национальных интересов;
- улучшение имиджа страны как полноправного участника международного товарооборота[39].

Указанные цели и преимущества вступления России в ВТО не исключают угроз в разных сферах экономики страны. Участие в ВТО не гарантирует выгод, а лишь даёт шанс их получить и минимизировать издержки.
Почти 20 лет ведения переговоров о вступлении России в ВТО, эксперты и аналитики вели дискуссию о целесообразности этого шага. Часть из них полагала, что вступление — уничтожит отечественный бизнес с его неконкурентоспособными товарами и заполнит рынок импортом. Другие, напротив, утверждали, что став членом ВТО, отечественные предприятия активизируются, и с целью выживания в конкурентной борьбе с товарами иностранного происхождения будут вести свой бизнес более эффективно, используя преимущества ВТО по экспорту товаров.
Эксперты и аналитики солидарны лишь в одном: оценить выигрыш или проигрыш от вступления России в ВТО не удастся в ближайшее время, на это потребуется минимум пять-семь лет. Разберёмся детально в возможных позитивных и негативных последствиях, которые может оказать членство России в ВТО. Самое очевидное позитивное последствие — политическое, поскольку членство в этом клубе повышает престиж страны в глазах рейтинговых агентств и способствует увеличению иностранных инвестиций.
Согласно правилам ВТО, она может вмешиваться в процесс принятия законов в странах-членах и способствовать их отмене, в случае если они ограничивают конкуренцию. Другими словами, участие в ВТО, возможно, обеспечит безусловное выполнение законодательных норм, победит коррупцию и развернёт бюрократическую машину лицом к бизнесу. В этом плане присоединение к ВТО отвечает интересам, как населения, так и основной части бизнеса. Однако фактически речь идёт о подчинении законодательной власти РФ ВТО. Став 156 членом этой организации, Россия передала ей своё право суверенного государства регулировать экономику — право ВТО стало выше законов РФ. Как считают западные эксперты, членство РФ в ВТО позволит другим странам на правовой основе добиваться изменения российской политики благодаря тому, что появятся средства для принудительного осуществления этих правил и обязательств России в отношении доступа к рынку..
Вступление России в ВТО встретило сильное сопротивление в США. Альфа-банк по просьбе российских властей лоббировал вступление России в ВТО. Лоббистская кампания продолжалась 9 лет и на неё было потрачено 3,48 млн долларов. За вступление России в ВТО и отмену поправки Джексона — Вэника выступали американские производители мяса кур, компании «Боинг» и «Хьюлет-Паккард». В Сенате США вступление России в ВТО поддерживали председатель комитета по финансам Макс Бокус и Оррин Хэтч. Бокус в 2011 году в России встречался с Дмитрием Медведевым. Их аргументы сводились к тому, что вступление России в ВТО — подарок для американских фермеров, рабочих и предприятий. За 2012 год более 30 раз в Конгрессе США Бокус говорил одно и то же (с некоторыми изменениями): в США будут новые тысячи рабочих мест, а объём американского экспорта в Россию удвоится за пять лет. В Палате представителей Конгресса США за вступление России в ВТО выступал председатель бюджетного комитета Д. Кэмп.
Другие компании требовали от России дать обязательство о защите интеллектуальной собственности: Майкрософт, Американская ассоциация кинокомпаний (MPAA) и Американская ассоциация звукозаписи (RIAA). Кроме того, были сторонники сохранения поправки Джексона — Вэника: сенатор Бен Кардин и старший член бюджетного комитета Палаты представителей С. Левин. Они хотели увязать торговлю с Россией и соблюдение прав человека в России. В итоге Россия в ВТО вступила, поправка Джексона — Вэника была отменена, но принят закон Магнитского.